# Caroline Puel
Pour les articles homonymes, voir Puel.
Caroline Puel, née le 12 octobre 1963, est une journaliste française, spécialiste de la Chine. Elle observe l'évolution de la Chine depuis près de quarante ans.
Elle a publié en janvier 2011 un ouvrage intitulé “Les trente ans qui ont changé la Chine (1980-2010)", retraçant les 30 glorieuses chinoises qui ont permis à ce pays de passer du chaos au rang de deuxième puissance mondiale. Puis une extension du livre en 2013 "Les trente glorieuses chinoises de 1980 à nos jours".

## Biographie
Diplômée de l’Institut d’Etudes Politiques de Paris, de l’Institut national des langues et civilisations orientales et ancienne élève de l’Institut de Diplomatie de Pékin (外交学院).

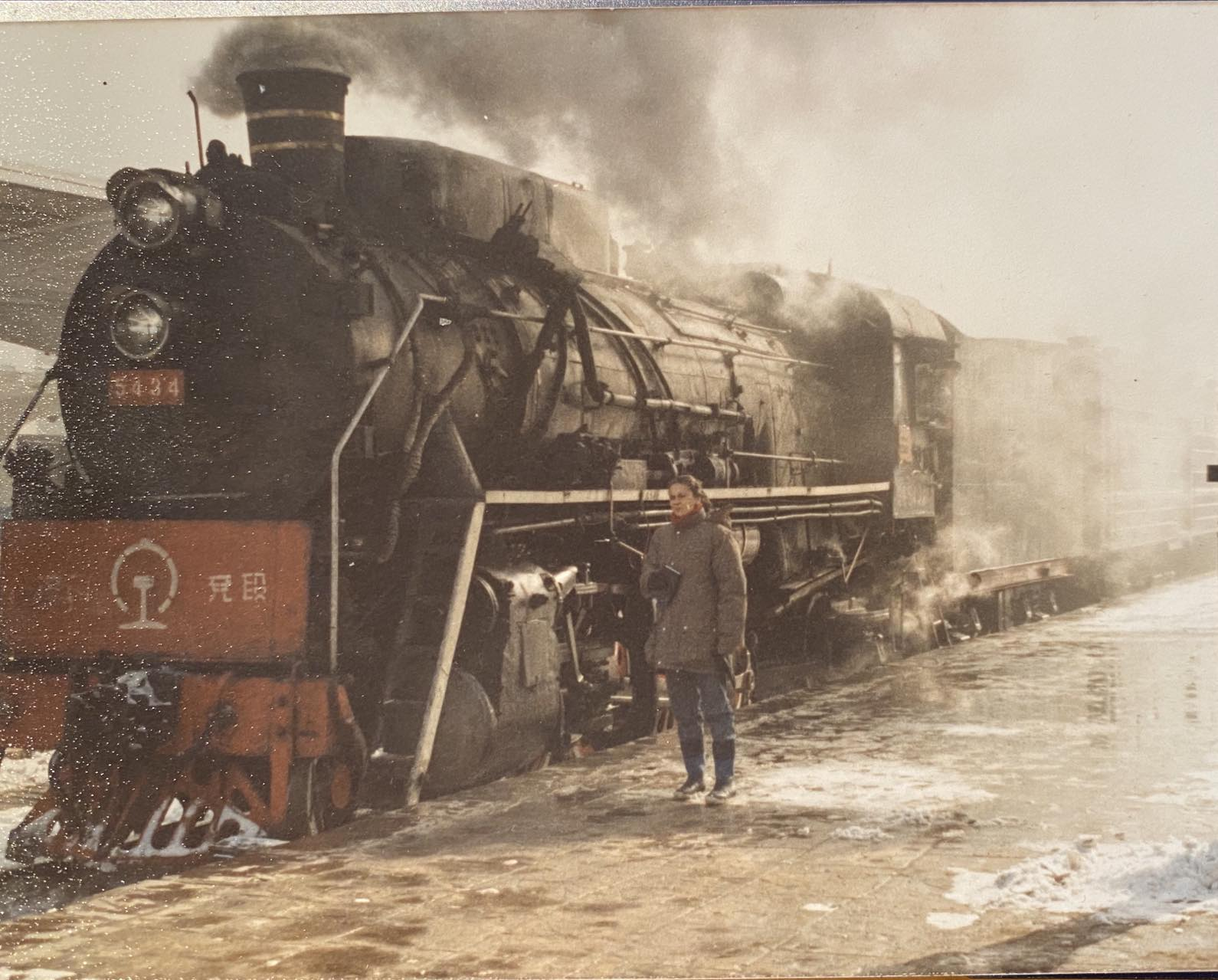
1986, Caroline Puel à la gare de Qufu, Chine

Caroline Puel a démarré sa carrière dans la diplomatie comme stagiaire à l'Ambassade de France à Pékin en 1984, puis a travaillé au service de presse (1987-88), avant de se tourner vers le journalisme en 1989.
La même année, elle rejoint Radio France internationale (RFI) et devient "correspondante diplomatique" puis "correspondante de guerre" au Moyen-Orient (première Guerre du Golfe, Iran, Yémen), en Asie (Pakistan de Benazir Bhutto, rixes religieuses entre Hindouistes et Musulmans en Inde) et début de la guerre de Yougoslavie (Croatie).
En 1992, elle rejoint la rédaction de Libération à Paris et poursuit ses activités de "Grand Reporter" et "Correspond de Guerre" en Asie (guerre d'Afghanistan, fin des Khmers Rouges au Cambodge, Coup d'État en Indonésie, crises entre les deux Corées, grandes catastrophes et cataclysmes)
De 1992 à 1998, elle est basée à Hong Kong, correspondante Asie de Libération et du magazine Le Point. En 1994, après deux années de négociations, elle ouvre leurs bureaux de presse en Chine, basés à Pékin. Elle explore l'intérieur de la Chine qui commence juste à s'ouvrir, mais aussi la Russie voisine, notamment en 1995 au travers de toute la Sibérie Orientale de Blagovechtchensk à Vladivostok. 
En 1997, elle est la quatrième femme à obtenir le prix Albert-Londres pour l'ensemble de ses reportages en Chine, qui lui est remis à Pékin par le Président Chirac.
En l’an 2000, elle quitte Libération et devient alors responsable du Bureau du Point en Asie, d’où elle couvre l'ensemble du monde chinois, la Corée du Nord, la Mongolie, l’Asie du Sud Est. Elle a été leur "correspondante en Chine" et a coordonné tous leurs numéros spéciaux sur la Chine jusqu'en 2016, produisant au total près de 500 articles entre toutes les publications au long de ces 25 années.
De 2003 à 2007, elle a été également correspondante en Chine pour la Radio Suisse Romande et Radio France.
De 2006 à 2010, Caroline s'engage dans l'International Women's Forum et participe à la mise en place du groupe Chine, emmenant une délégation de 50 femmes d'influence chinoises au Forum de Deauville en 2007 qui ont été reçues à l'Elysée. Elle participe au mouvement sur l'égalité des salaires et l'ouverture des Conseils d'Administration aux femmes qui a débouché sur la loi Copé-Zimmermann en 2011.
En 2010, Caroline s'est vue proposer de rejoindre le conseil d'administration du groupe PPR-Kering, coté au CAC 40 de Paris. Jusqu'en 2014, elle a siégé au conseil en tant que conseillère sur la Chine et l'Asie et membre du comité stratégique et a contribué aux questions de développement durable.
En 2013, elle fonde un magazine trimestriel d'art de vivre en chinois en coopération entre Le Point et l'hebdomadaire économique réformiste chinois Caijing.
Caroline Puel a été à l'origine des échanges d'étudiants et professeurs entre Sciences Po Paris et l'Institut de Diplomatie Chinois en 1984. Elle a enseigné à Sciences Po Paris (2003-2010) en master de journalisme et en Histoire de la Chine des Réformes sur le Campus de Paris, puis à Sciences Po Bordeaux où elle a fondé la chaire d'études de la Chine contemporaine en septembre 2014 et permis les échanges avec l'Université des Langues Etrangères de Pékin.
En 2016, elle devient Directrice Générale Adjointe à la Mairie de Lille, chargée de l'économie et des affaires internationales, et y reste 16 mois. Elle travaille particulièrement sur le concept d'economie circulaire entre la ville de Lille et sa ville partenaire Saint Louis du Sénégal, dans le domaine du biogaz, le développement de l'Eurométropole (Lille-Kortrijk-Tournai) autour du pôle d'excellence et incubateur de Starts Up d'EuraTechnologies et l'attractivité de la ville pour les investissements européens et internationaux.
Elle est de retour en Chine depuis 2017 où elle enseigne l'économie, les sciences politiques, la sociologie et la géopolitique au lycée français de Pékin. Caroline fait également partie des Conseillers du Commerce Extérieur, nommés par le Premier ministre français depuis 2020. Elle a été élue en 2022 au Conseil d'Administration des Alumni de Sciences Po, dont elle a créé le groupe Chine en 1996 et qu'elle préside aujourd'hui.

## Prix et distinctions
En 1997, elle remporte le prix Albert-Londres pour ses reportages en Chine.
Elle est nommée chevalier de la Légion d'Honneur en 2010.

## Ouvrages
Caroline Puel est l'auteur ou la collaboratrice de près de 30 livres et catalogues d'art. Notamment le best-seller:
- Les trente ans qui ont changé la Chine de 1980 à 2010, Caroline Puel, Buchet Chastel, 2011[6]
- Les trente glorieuses chinoises de 1980 à nos jours, Caroline Puel, Tempus, 2013[7]